# Котлари
 Тази статия е за селото в България.  За селото в Гърция вижте Котлари (дем Еордея).  
Котлари е село в Южна България. То се намира в община Крумовград, област Кърджали.

## География
Село Котлари се намира в планински район, на брега на река Арда.

## Население
Численост и дял на етническите групи според преброяването на населението през 2011 г.:
|                     | Численост | Дял (в %) |
| Общо                | 70        | 100,00    |
| Българи             | 0         | 0,00      |
| Турци               | 68        | 97,14     |
| Цигани              | 0         | 0,00      |
| Други               | 0         | 0,00      |
| Не се самоопределят | 0         | 0,0       |
| Неотговорили        | 0         | 0,00      |